# Punctul G

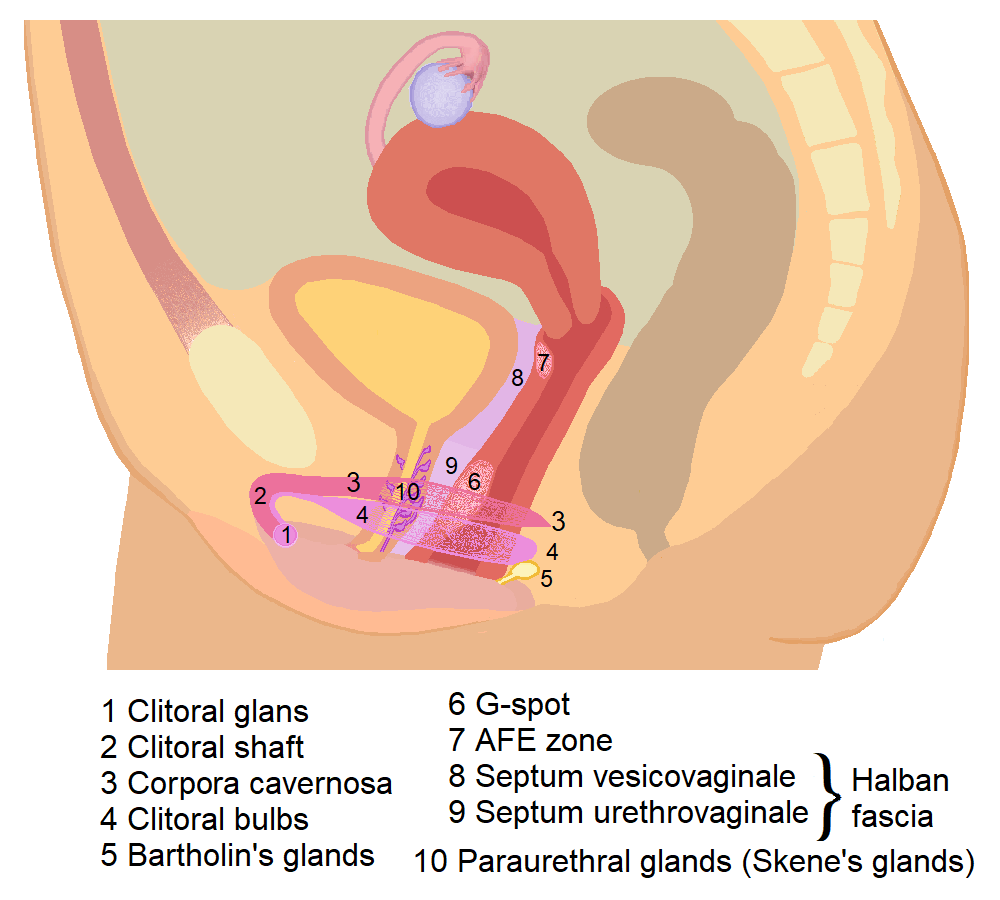
Amplasarea punctului G (6) în cadrul aparatului reproducător feminin

Punctul G este o regiune ipotetică situată pe peretele anterior al vaginului, în treimea inferioară, în apropiere de orificiul vaginal, la câțiva centimetri de uretră. A fost descoperit de către ginecologul german Ernst Grafenberg în timpul unui consult. Punctul G poate fi stimulat, tehnică folosită în masturbare. Stimularea punctului G ar produce femeii o ejaculare abundentă. Unii susțin că orgasmul obținut prin stimularea punctului G ar fi considerat cel mai puternic și mai plăcut orgasm, fiind diferit de orgasmul vaginal, anal sau clitoridian.
Existența punctului G nu a fost dovedită și nici nu a fost identificată zona care prin stimulare produce ejacularea feminină.
În plus față de scepticismul general printre ginecologi, sexologi și alți cercetători asupra existenței punctului G,  o echipă de la King's College London spre sfârșitul lui 2009 a sugerat că existența acestuia este subiectivă. Ei au realizat un studiu pe cel mai mare eșantion de femei de până acum – 1.800 – care sunt perechi de gemene și au aflat că gemenele nu raportau un punct G similar în chestionarele proprii. Cercetarea, condusă de Tim Spector, documentează un studiu de timp de 15 ani asupra gemenelor, identice și neidentice. Gemenele identice au aceleași gene, în timp ce gemenele neidentice au în comun jumătate din gene. Conform cercetătorilor, dacă o geamănă ar fi raportat că are un punct G, ar fi trebuit să fie mai probabil ca și cealaltă să raporteze acest lucru, dar această așteptare nu s-a verificat. Co-autoarea studiului, Andrea Burri, crede că „Este mai degrabă iresponsabil să afirmi existența unei entități care nu a fost dovedită niciodată pentru a aplica presiuni asupra femeilor și, de asemenea, asupra bărbaților.” Ea a afirmat că una din motivațiile cercetării a fost de a micșora sentimentele de „inadecvare sau mediocritate” ale femeilor care se temeau că ele nu au un punct G. Cercetătoarea Beverly Whipple a criticat rezultatele prin a comenta că gemenele au parteneri sexuali diferiți, cu tehnici sexuale diferite, iar studiul nu a evaluat în mod satisfăcător experiențele lesbienelor și ale femeilor bisexuale.